# Dolmen des Collets de Cotlliure
Le dolmen des Collets de Cotlliure est un dolmen situé à Argelès-sur-Mer, dans le département français des Pyrénées-Orientales.

## Historique
Le monument a été découvert par Pierre Ponsich et fait l'objet d'un signalement pour la première fois en 1950 par Lluis Péricot. Le dolmen est classé au titre des monuments historiques par arrêté du 3 novembre 1958.

## Description
L'édifice et un petit dolmen (Ponsich considère qu'il s'agit d'une ciste mais la chambre n'est pas complètement enterrée) avec une chambre de forme trapézoïdale délimitée par quatre orthostates d'une hauteur comprise entre 0,70 à 0,75 m hormis la dalle orientale plus basse (0,45 m de hauteur) désormais fendue en deux parties qui doit correspondre à l'ouverture. La dalle de chevet, située à l'ouest, est la plus grande dalle avec 1,65 m de longueur. La table de couverture (1,50 m sur 0,90 m) a été rejetée au nord du dolmen sur le tumulus. Le tumulus est peu visible. Il comporte une dalle sur son rebord sud (1,20 m de long sur 0,50 m de haut) dressée sur chant qui pourrait correspondre à un vestige du péristalithe. Toutes les dalles sont en schiste ardoisier d'origine locale.